# Mustapha Kanit
Mustapha Kanit (* 24. Januar 1991 in Alessandria) ist ein professioneller italienischer Pokerspieler.
Kanit hat sich mit Poker bei Live-Turnieren mehr als 12,5 Millionen US-Dollar erspielt und ist damit der zweiterfolgreichste italienische Pokerspieler. Bei der European Poker Tour gewann er 2015 in Monte-Carlo das Super High Roller sowie 2015 in Barcelona und 2016 in Dublin jeweils das High Roller.

## Persönliches
Kanit stammt aus Alessandria in der italienischen Region Piemont. 2009 brach er ein Studium aufgrund seiner Pokerkarriere ab. Er lebt in Wien.

## Pokerkarriere

### Werdegang
Kanit begann im Jahr 2008 mit Poker, indem er mit Freunden und online spielte. Er spielt unter den Nicknames lasagnaaammm (PokerStars), mustacchione (PokerStars.IT) und potta_x_potta (Full Tilt Poker) erfolgreich Onlinepoker. Seine Turniergewinne liegen bei knapp 7 Millionen US-Dollar, wobei mit mehr als 6 Millionen US-Dollar der Großteil davon auf PokerStars erspielt wurde. Kanits bislang größter Onlineerfolg war der Sieg beim Main Event der Spring Championship of Online Poker Ende Mai 2015 auf PokerStars, bei dem er eine Siegprämie von über 1,3 Millionen US-Dollar erhielt. Anschließend stand er zeitweise auf dem zweiten Platz des PokerStake-Rankings, das die erfolgreichsten Onlinepoker-Turnierspieler weltweit listet. Seit Oktober 2017 wird der Italiener von der französischen Plattform Winamax gesponsert.
Seine erste Geldplatzierung bei einem Live-Turnier erzielte Kanit im März 2009 in Mailand. Sein erster größerer Gewinn waren 53.500 Euro für den zweiten Platz beim Malta Poker Dream Anfang Februar 2010 in Portomaso. Mitte März 2011 gewann er das Main Event der Italian Poker Tour im slowenischen Nova Gorica und erhielt eine Siegprämie von 200.000 Euro. Im Sommer 2012 war er erstmals bei der World Series of Poker (WSOP) im Rio All-Suite Hotel and Casino am Las Vegas Strip erfolgreich und kam bei drei Turnieren der Variante No Limit Hold’em ins Geld. Anfang 2014 erreichte der Italiener beim High-Roller-Turnier des PokerStars Caribbean Adventures auf den Bahamas den Finaltisch und beendete das Event auf dem vierten Platz für knapp 500.000 US-Dollar. Bei der WSOP 2014 kam Kanit an zwei Finaltische und insgesamt viermal ins Geld. Anfang Mai 2015 gewann er das Super-High-Roller-Turnier der European Poker Tour (EPT) in Monte-Carlo mit einer Siegprämie von 936.500 Euro. Ende August 2015 war der Italiener auch beim High Roller der EPT in Barcelona siegreich und kassierte weitere 740.000 Euro. Diesen Triumph wiederholte er Mitte Februar 2016 bei der EPT in Dublin und erhielt für den Sieg im High Roller eine Siegprämie von mehr als 500.000 Euro. Ende April 2016 landete Kanit beim Super High Roller der EPT Monte-Carlo hinter Ole Schemion auf dem zweiten Platz und gewann sein bisher höchstes Preisgeld von knapp 1,5 Millionen Euro. Von April bis November 2016 spielte Kanit als Teil der Rome Emperors in der Global Poker League, verpasste mit seinem Team jedoch die Playoffs. Mitte Februar 2018 wurde er beim Super High Roller der partypoker Millions Germany in Rozvadov Zweiter für 500.000 Euro. Im November 2018 belegte der Italiener beim High Roller der partypoker Caribbean Poker Party in Nassau auf den Bahamas ebenfalls den zweiten Platz, der mit mehr als 270.000 US-Dollar bezahlt wurde. Bei der WSOP 2021 erreichte er bei zwei High-Roller-Turnieren den Finaltisch und sicherte sich Preisgelder von knapp 350.000 US-Dollar.

### Preisgeldübersicht
Mit erspielten Preisgeldern von über 12,5 Millionen US-Dollar ist Kanit nach Dario Sammartino der zweiterfolgreichste italienische Pokerspieler.
| Jahr   | Preisgeld (in $) | Turniersiege |
| ------ | ---------------- | ------------ |
| 2009   | 4.503            | 0            |
| 2010   | 190.597          | 2            |
| 2011   | 696.054          | 2            |
| 2012   | 122.493          | 0            |
| 2013   | 52.515           | 1            |
| 2014   | 1.506.840        | 2            |
| 2015   | 2.314.508        | 3            |
| 2016   | 2.873.090        | 1            |
| 2017   | 1.779.051        | 0            |
| 2018   | 1.806.888        | 0            |
| 2019   | 220.157          | 0            |
| 2020   | 0                | 0            |
| 2021   | 357.983          | 0            |
| 2022   | 237.629          | 0            |
| 2023   | 341.541          | 0            |
| gesamt | 12.503.849       | 11           |